# Pterocheilus joffrei
Pterocheilus joffrei är en stekelart som beskrevs av Dusmet 1917. Pterocheilus joffrei ingår i släktet palpgetingar, och familjen Eumenidae. Inga underarter finns listade i Catalogue of Life.